# Голубицкас, Паулюс
Паулюс Голубицкас (лит. Paulius Golubickas; род. 19 августа 1999, Игналина) — литовский футболист, полузащитник клуба «Жальгирис» и сборной Литвы.

## Биография

### Клубная карьера
Начинал карьеру в 2015 году, выступал за клубы низших лиг Литвы «Ауска» и ФА «Дайнава». В 2016 году перешёл в английский клуб «Йовил Таун», где провёл два года в молодёжном составе. В 2018 году вернулся в Литву в ДФК «Дайнава», сыграл 8 матчей и забил 3 гола в первой лиге. В 2019 на правах аренды перешёл в клуб высшей лиги «Судува».

### Карьера в сборной
Дебютировал за сборную Литвы 25 марта 2019 года, выйдя в стартовом составе на товарищеский матч со сборной Азербайджана.

## Достижения
«Судува»
- Обладатель Суперкубка Литвы: 2019

Личные
- Лучший молодой футболист Литвы: 2019[2]